# Фабрісіо Колоччіні
Фабрісіо Колоччіні (ісп. Fabricio Coloccini, нар. 22 січня 1982, Кордова) — аргентинський футболіст, колишній захисник «Депортіво» та «Ньюкасл Юнайтед».

## Клубна кар'єра
Вихованець футбольної школи клубу «Аргентінос Хуніорс».
У дорослому футболі дебютував 1998 року виступами за команду клубу «Бока Хуніорс», в якій провів два сезони, взявши участь лише у 2 матчах чемпіонату. За цей час виборов титул чемпіона Аргентини.
В кінці 1999 року перейшов у «Мілан», проте не зміг пробится до основи клубу і з 2000 по 2004 рік грав на правах оренди у складі «Сан-Лоренсо», «Алавесі», «Атлетіко» та «Вільярреалі». Протягом цих років додав до переліку своїх трофеїв ще один титул чемпіона Аргентини. Влітку 2004 повернувся до «россо-нері», але за півсезону зіграв лише в одному матчі команди.
Своєю грою привернув увагу представників тренерського штабу «Депортіво», до складу якого приєднався в січні 2005 року, підписавши контракт на 6 років. Проте, відіграв за клуб з Ла-Коруньї наступні три з половиною сезони своєї ігрової кар'єри. Більшість часу, проведеного у складі «Депортіво», був основним гравцем команди.
До складу клубу «Ньюкасл Юнайтед» приєднався в серпні 2008 року за 10,3 млн фунтів. З липня 2011 року став капітаном «сорок».
У 2016 році Колоччіні став гравцем «Сан-Лоренсо де Альмагро», за який виступав до 2021-го, коли перейшов до «Альдосіві».
У грудні 2021-го оголосив про завершення своєї кар"єри футболіста.  

## Виступи за збірну
2001 року залучався до складу молодіжної збірної Аргентини, у складі якої зіграв на домашньому молодіжному чемпіонаті світу 2001 року, де разом із збірною став переможцем. 
2003 року дебютував в офіційних матчах у складі національної збірної Аргентини. Наразі провів у формі головної команди країни 35 матчів, забивши 1 гол.
2004 року у складі Аргентини U-23 був учасником Олімпійських ігор в Афінах, на яких разом із збірною здобув золоті медалі.
У складі знаціональної збірної був учасником розіграшу Кубка Америки 2004 року у Перу, де разом з командою здобув «срібло», розіграшу Кубка Конфедерацій 2005 року у Німеччині, де також разом з командою здобув «срібло», та чемпіонату світу 2006 року у Німеччині.
Наразі провів у формі головної команди країни 35 матчів, забивши 1 гол.

## Статистика виступів

### Статистика клубних виступів

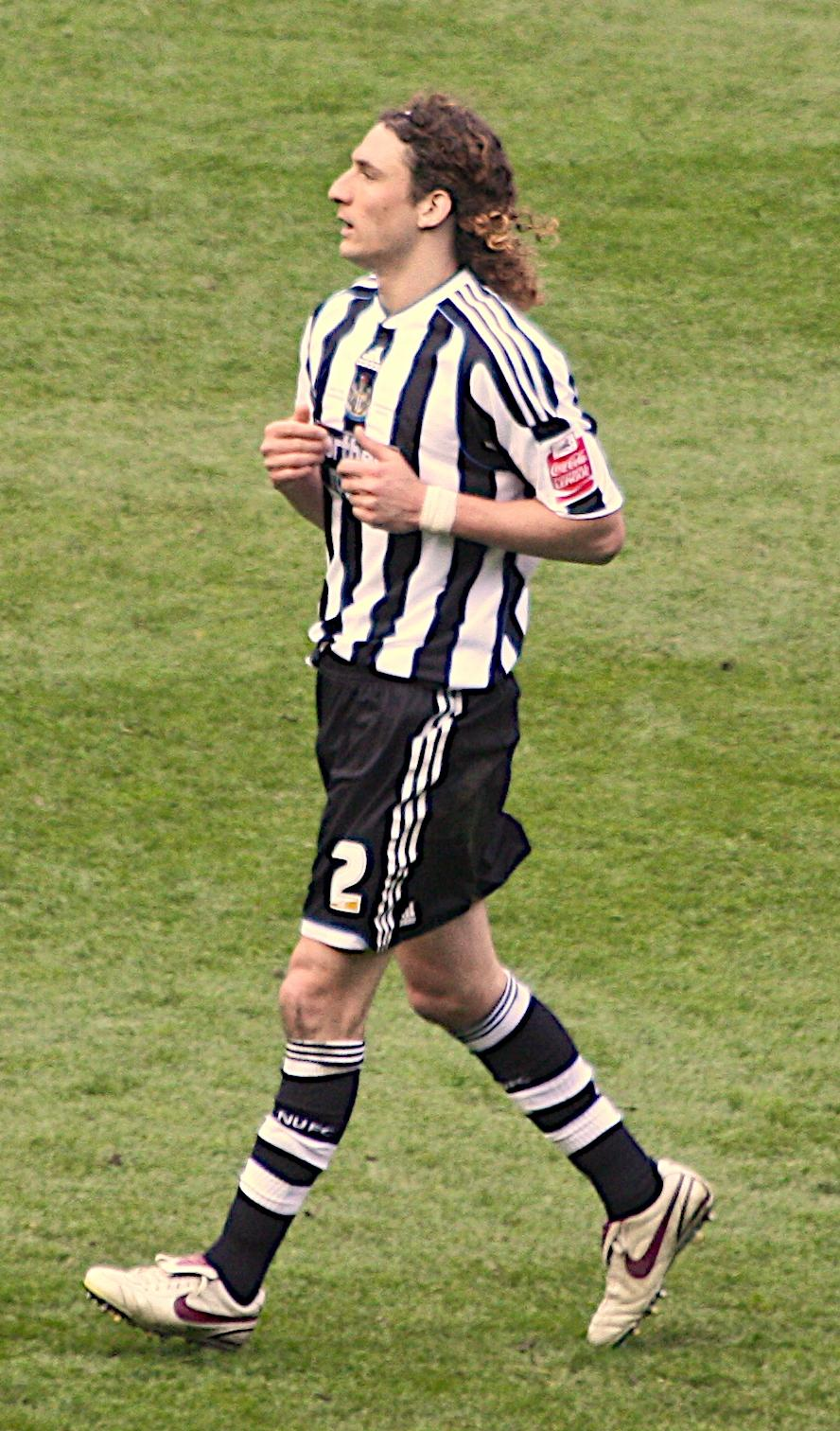
Фабрісіо Колоччіні у формі «Ньюкасл Юнайтед». 24 квітня 2010 року

Станом на 9 квітня 2012 року
| Сезон                       | Команда                     | Чемпіонат                   | Чемпіонат | Чемпіонат | Кубок | Кубок | Кубок | Єврокубки | Єврокубки | Єврокубки | Інші змагання | Інші змагання | Інші змагання | Усього | Усього |
| Сезон                       | Команда                     | Ліга                        | Ігор      | Голів     | Ліга  | Ігор  | Голів | Ліга      | Ігор      | Голів     | Ліга          | Ігор          | Голів         | Ігор   | Голів  |
| --------------------------- | --------------------------- | --------------------------- | --------- | --------- | ----- | ----- | ----- | --------- | --------- | --------- | ------------- | ------------- | ------------- | ------ | ------ |
| 1998–99                     | «Бока Хуніорс»              | ПД                          | 2         | 1         | -     | -     | -     | -         | -         | -         | -             | -             | -             | 2      | 1      |
| 1999–00                     | «Мілан»                     | A                           | 0         | 0         | КІт   | 0     | 0     | ЛЧ        | 0         | 0         | СІт           | 0             | 0             | 0      | 0      |
| 2000–01                     | «Сан-Лоренсо»               | ПД                          | 19        | 3         | -     | -     | -     | -         | -         | -         | -             | -             | -             | 19     | 3      |
| 2001–02                     | «Алавес»                    | ПД                          | 33        | 6         | КІс   | 0     | 0     | -         | -         | -         | -             | -             | -             | 33     | 6      |
| 2002–03                     | «Атлетіко»                  | ПД                          | 27        | 0         | КІс   | 0     | 0     | -         | -         | -         | -             | -             | -             | 27     | 0      |
| 2003–04                     | «Вільярреал»                | ПД                          | 32        | 1         | КІс   | 0     | 0     | ІНТ       | 11        | 0         | -             | -             | -             | 43     | 1      |
| 2004-05                     | «Мілан»                     | A                           | 1         | 0         | КІт   | 0     | 0     | ЛЧ        | 0         | 0         | СІт           | 0             | 0             | 1      | 0      |
| 2004–05                     | «Депортіво»                 | ПД                          | 15        | 1         | КІс   | 0     | 0     | -         | -         | -         | -             | -             | -             | 15     | 1      |
| 2005–06                     | «Депортіво»                 | ПД                          | 26        | 0         | КІс   | 4     | 0     | -         | -         | -         | -             | -             | -             | 30     | 0      |
| 2006–07                     | «Депортіво»                 | ПД                          | 26        | 0         | КІс   | 2     | 0     | -         | -         | -         | -             | -             | -             | 28     | 0      |
| 2007–08                     | «Депортіво»                 | ПД                          | 38        | 4         | КІс   | 0     | 0     | -         | -         | -         | -             | -             | -             | 38     | 4      |
| Усього за «Депортіво»       | Усього за «Депортіво»       | Усього за «Депортіво»       | 105       | 5         |       | 6     | 0     |           | -         | -         |               | -             | -             | 111    | 5      |
| 2008–09                     | «Ньюкасл Юнайтед»           | ПЛ                          | 34        | 0         | КА+КЛ | 2+2   | 0+0   | -         | -         | -         | -             | -             | -             | 38     | 0      |
| 2009–10                     | «Ньюкасл Юнайтед»           | Ч                           | 37        | 2         | КА    | 3     | 0     | -         | -         | -         | -             | -             | -             | 40     | 2      |
| 2010–11                     | «Ньюкасл Юнайтед»           | ПЛ                          | 35        | 2         | КА+КЛ | 1+1   | 0+0   | -         | -         | -         | -             | -             | -             | 37     | 2      |
| 2011–12                     | «Ньюкасл Юнайтед»           | ПЛ                          | 29        | 0         | КА+КЛ | 1+3   | 0+1   | -         | -         | -         | -             | -             | -             | 33     | 1      |
| Усього за «Ньюкасл Юнайтед» | Усього за «Ньюкасл Юнайтед» | Усього за «Ньюкасл Юнайтед» | 135       | 4         |       | 7+6   | 0+1   |           | -         | -         |               | -             | -             | 148    | 5      |
| Усього за кар'єру           | Усього за кар'єру           | Усього за кар'єру           | 354       | 20        |       | 19    | 1     |           | 11        | 0         |               | -             | -             | 384    | 21     |

### Збірна
Станом на 25 березня 2012
| Збірна Аргентини | Збірна Аргентини | Збірна Аргентини |
| Роки             | Ігри             | Голи             |
| ---------------- | ---------------- | ---------------- |
| 2003             | 3                | 0                |
| 2004             | 8                | 1                |
| 2005             | 11               | 0                |
| 2006             | 4                | 0                |
| 2007             | 0                | 0                |
| 2008             | 6                | 0                |
| 2009             | 1                | 0                |
| 2010             | 1                | 0                |
| 2011             | 1                | 0                |
| Всього           | 35               | 1                |

## Досягнення
- Чемпіон світу (U-20): 2001
- Олімпійський чемпіон:

Аргентина U-23: 2004
- Срібний призер Кубка Америки: 2004
- Чемпіон Аргентини:

«Бока Хуніорс»: Апертура 1998, Клаусура 1999
«Сан-Лоренсо»: Клаусура 2001
- Володар Кубка Інтертото:

«Вільярреал»: 2003